# 西部開拓時代
西部開拓時代（せいぶかいたくじだい、American Old West）は、19世紀（特に1803年のルイジアナ買収に始まり1890年のフロンティア消滅まで）における、北アメリカの時代区分の一つ。オールド・ウェスト (Old West) 、ワイルド・ウェスト (Wild West) とも呼ばれる。時代区分とともに、この時代のフロンティア・ストリップ（ノースダコタからテキサスまでの南北にわたる6つの州）の歴史、伝説、信仰など、文化的な意味合いを包括する用語でもある。

## 概要

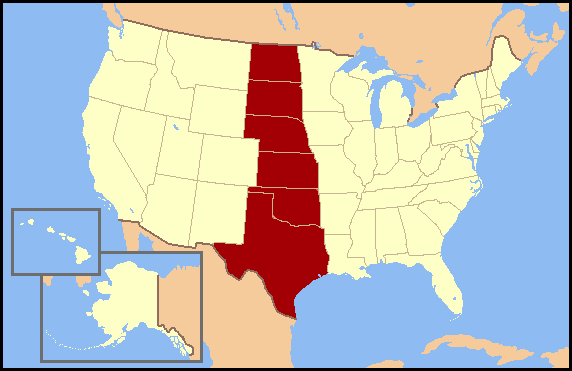
フロンティア・ストリップの6州（赤）

植民地時代から発展していた大西洋岸から太平洋岸まで漸進的に未開拓地域が開拓されていったが、1848年にカリフォルニア州で金鉱が発見されるとゴールド・ラッシュによって、太平洋岸が開拓され、逆に太平洋岸から内陸部に向かっての開拓の波も起こった。このように西部開拓は、大西洋岸および太平洋岸から内陸に向かって進んでいった。1869年にはアメリカ合衆国で最初の大陸横断鉄道が開通した。いっぽう先住民であるインディアンにとっては、突然やって来た侵略者に自分達の土地を強奪されたうえに殺戮された時代でもある。
ガンマンやカウボーイ、アウトローなどがこの時代の特徴として小説や映画（西部劇）などで描かれる。

### 新国家

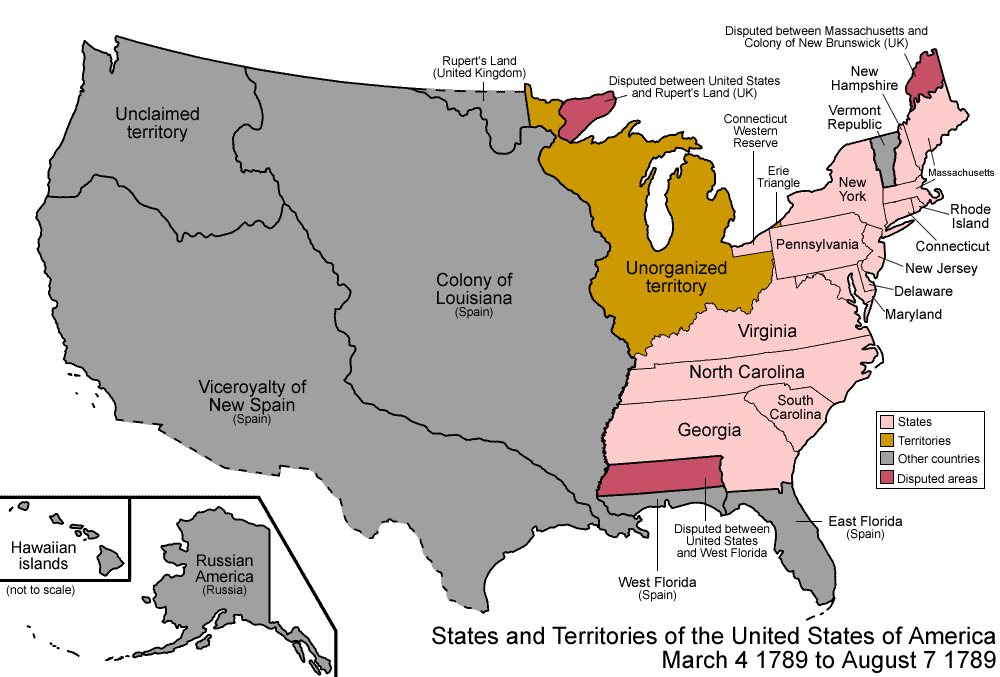

### 南北戦争以前の南部

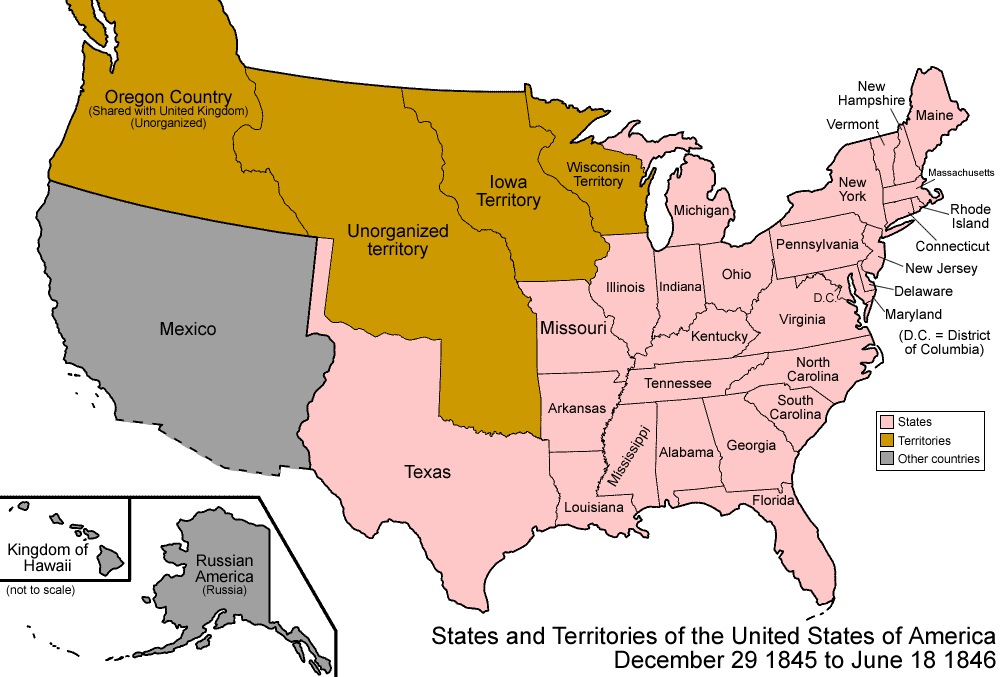

## 金ぴか時代（1865年〜1893年）

### ロングドライブ
アメリカ合衆国東部で1871年ごろに第二次産業革命が始まった頃、フロンティアには人が集まり始めた。ワイルド・ウェストの初期は、土地の大部分が公有地で、広い土地での畜産も農業も自由であった。地方の法執行機関もほとんどなく、軍は特定の場所に集中していた。バッファローの狩猟者、鉄道労働者、放浪者、兵士らの小競り合いが銃撃戦に発展した。
町ではダンスホールやサロンがテキサスのキャトル・ドライブ（牛追い）の商人の食事をまかなった。テキサス南部からカンザス州アビリーンに通じる1,290キロの歴史的なチザム・トレイルは、1867年から1887年まで、東部に運ぶカンザス・パシフィック鉄道の始発駅までのロングドライブに使われた。牛追いを襲う牛泥棒は深刻な犯罪であった。牛泥棒は自警団によって私刑に処される結果となった（ただし、この手の物語はたいていがフィクションである）。メキシコ人の牛泥棒と、コマンチェロ（コマンチ族と交易をしていたヒスパニック系商人）と手を組んだ無法者たちは、メキシコ政府がこの慣習を支持していたことで非難され、南北戦争以前から19世紀の終わりまでの主要な問題となった。テキサス人たちは仕返しにメキシコからしばしば牛を盗み、インディアンの領地へ討伐に行ったりした。

### ドッジシティ

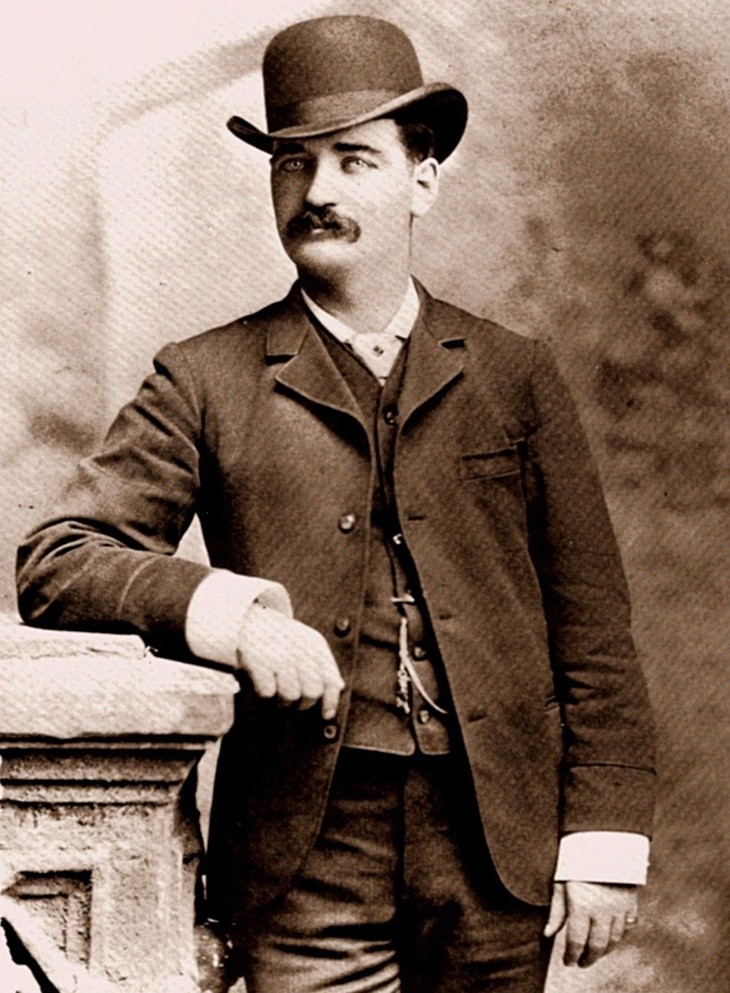
バット・マスターソン

カンザス州のドッジ砦（フォート・ドッジ）はサンタフェ・トレイル上の現在のカンザス州ドッジシティ近くに1864年に創設され1865年に稼働を始めた。砦はワゴントレイン（幌馬車の隊商）と合衆国郵便サービスの保護、インディアン戦争に従事する部隊のための供給基地として稼働した。1872年の終わりまでにはアッチソン・トピカ・アンド・サンタフェ鉄道が開通した。ドッジシティはその無法さと銃撃戦と悪名高いブートヒル墓地（Boot Hill, 銃撃戦でブーツを履いたまま死んだ者の墓地）で知られた。保安官のバット・マスターソン、ワイアット・アープなどがドッジシティに来てから、法と秩序がもたらされた。町は銃の保持を禁じた法令を可決した。

### 普仏戦争と大不況のはじまり

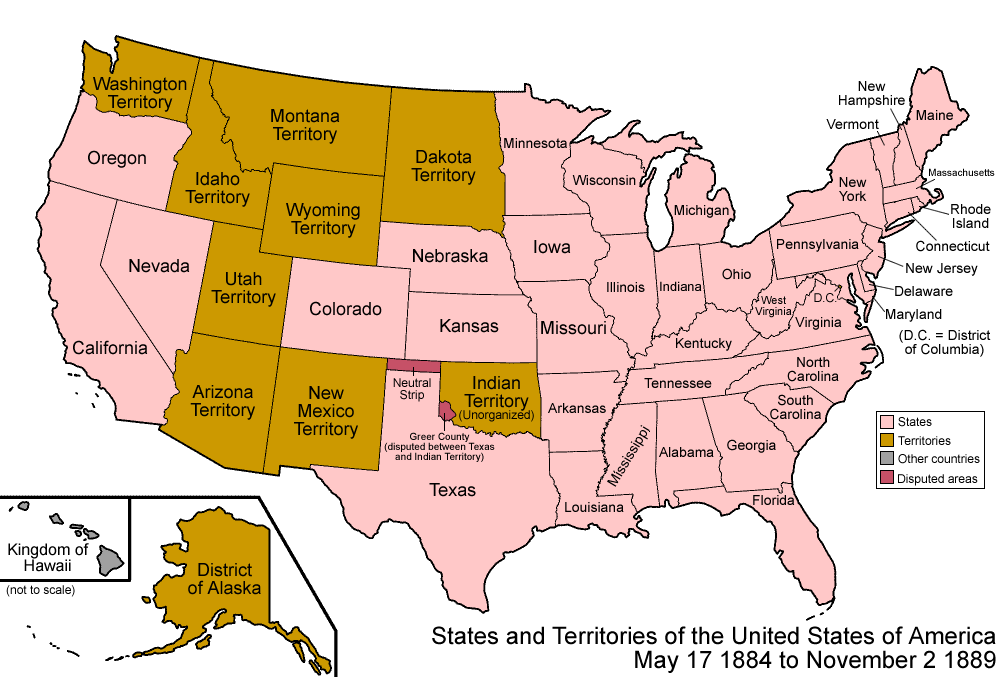

### ワイルド・ビルとカラミティ・ジェーン
ワイルド・ビル・ヒコックは南北戦争の後、軍のスカウトとプロのギャンブラーになった。ヒコックの射手としての評判は、ブラックヒルズに入植する白人へ抵抗するスー族を牽制するのに役立った。1876年、カラミティ・ジェーンがサウスダコタ州デッドウッドに入植し、ブラックヒルズの地域でヒコックと親しくなった。ジェーンはヒコックと結婚して自分の子供の父親はヒコックであると主張したが、この逸話は疑わしい。
1876年8月2日、ヒコックはデッドウッドでポーカーをプレイしている時に後ろから射殺された。この時の彼の手役が A と 8 のツーペア（すべて黒のスート）であったことから、この手役をデッドマンズ・ハンド（死者の手）と呼ぶようになった。

### 「肝臓食い」ジョンストン
ジョン・ "リヴァー＝イーティン"・ジョンスンは、冗談の結果、簡単にその不気味なあだ名を手に入れた。1868年に彼がスー族との戦いの時、スー族の戦士をナイフで貫いた。ナイフを引き抜いたとき、刃には「肝臓の破片」がついていた。彼はそれを食べるふりをした結果、このあだ名がつけられた。
マウンテンマン、船乗り、ハンター、坑夫、ウイスキーの密輸、駅馬車の御者、米墨戦争と南北戦争の退役兵、材木を汽船に供給するウッドホーク、モンタナ州クールソン / ビリングスの執行官、1876年から1877年のインディアン戦争でのネルソン将軍の偵察隊長、ハードウィック・ワイルド・ウェスト・ショーでの主役、アルコール中毒、病的にインディアンを憎むこと等において、ジョンスンはまったく本物のオールド・ウェストのキャラクターであった。

### リンカーン郡戦争

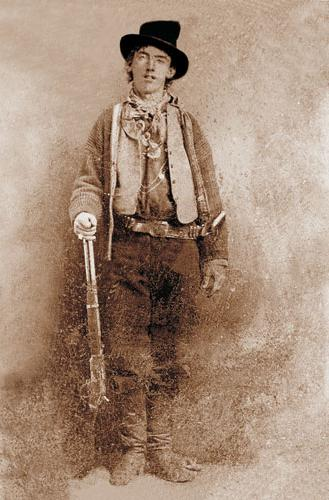
ビリー・ザ・キッド

1877年に起こったリンカーン郡戦争は、オールド・ウェストの二つの派閥による紛争。ニューメキシコ州リンカーン郡の、裕福な牧場主の派閥と、独占的な小売業の所有者の派閥が対立した。牧場主側に登場するのは有名なビリー・ザ・キッドである。キッドは1年に一人ずつ、21名を殺したと噂されているが、実際には9名近く（うち4名が彼自身の手で、5名が他の助けを借りて）であろうと言われている。

### ジェシー・ジェイムズのギャング団

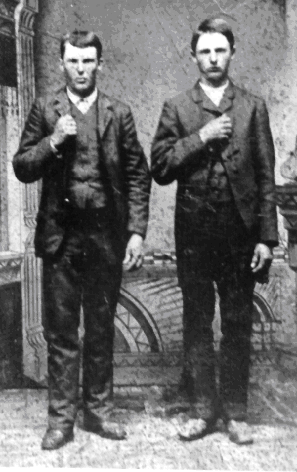
1872年のジェシー・ジェイムズと兄のフランク

無法者のジェシー・ジェイムズと彼のジェイムズ＝ヤンガー・ギャングはオールド・ウェストでの活動で悪名高かった。現代のロビン・フッドとして、メディアで煽られることもしばしばであったが、ギャング団のほとんどはフロンティアの生活へ逃れたかそれを受け入れたかした、百戦錬磨の暴力男であった。ジェイムズと彼の同胞は、ほとんどが元アメリカ連合国軍の退役兵かもしくはパルチザンで、南北戦争後の仮釈放や特赦が否定され、生き残るためにその時代の無法者の社会に加わった。
ジェイムズ＝ヤンガー・ギャングのような集団は、南北戦争後、追い剥ぎ (Highwayman) として彼らの抵抗活動の資金を集めた。ジェイムズ＝ヤンガー・ギャングのもっとも悪名高い出来事には、アイオワからテキサスまでとテネシーからカリフォルニアまで、銀行、列車、駅馬車、店の強盗があった。ピンカートン探偵社の追跡さえも避けて、ギャングたちは「金ぴか時代」の間、現在の価値で何億ドルもの金を盗み、鉄道を停止させ、何十人も殺害し、資産家のロバー・バロンズ (robber baron) を脅迫して、連合国支持者と小さな農場主たちによる有名な裁判事件に発展した。

### 西部のインディアン戦争

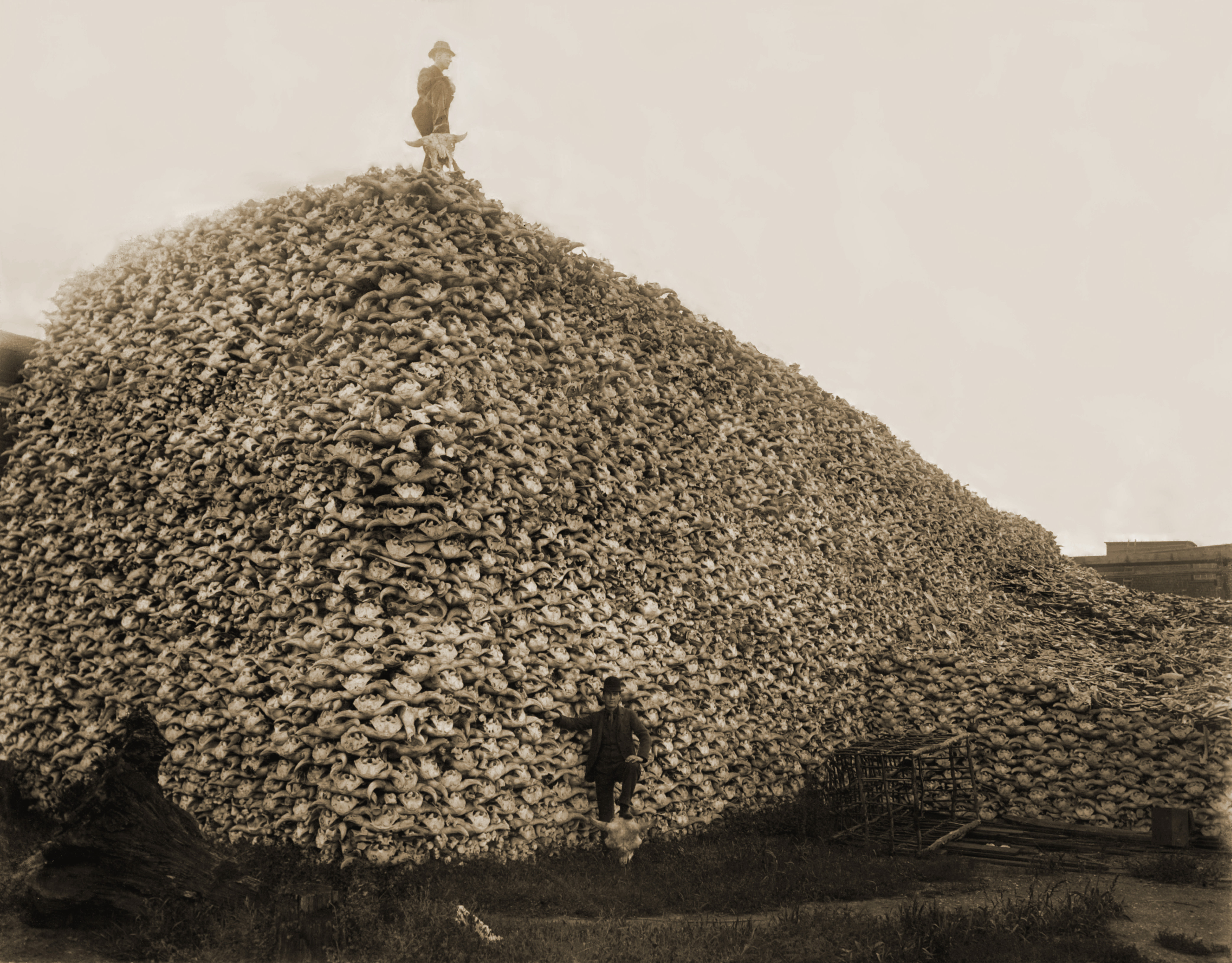
1870年代中期の写真。肥料にするためのアメリカン・バイソンの頭骨の山

アンドリュー・ジャクソン大統領の「インディアン強制移住法」によって、「開拓者」の邪魔になるインディアンたちは、政府の指定する「すべての権利が保留された土地」である保留地 (Reservation) へ、強制移住させられることとなった。これを拒否するインディアン部族は絶滅させる、という民族浄化政策だった。西部にこの政策が強要されるようになると、武勇で知られた平原のインディアンたちは、果敢にこの理不尽な要求に立ち向かっていった。しかしそれは部族それぞれの問題として捉えられ、すべての部族がまとまった形での抵抗戦はついになかった。こうしてインディアンたちの結束は徐々に切り崩されていった。
アパッチ戦争（1862年）とナバホ戦争（1863年）で、キット・カーソン大佐は保留地周辺でアパッチ族と交戦した。合衆国とアパッチとの紛争は、ジェロニモが合衆国に降伏する1886年まで続いた。キット・カーソンはナバホ戦争で焦土作戦を用いて、農場と家を燃やし、家畜は盗むか殺すかした。ナバホと長年の間対立していたインディアン部族、主にユテ族も彼の作戦を支援した。後に彼は第一次アドビ・ウォールズの戦いでカイオワ族、コマンチ族、シャイアン族の連合軍と戦い、なんとかインディアンの村と冬を越す備蓄を破壊した。1874年6月27日、バット・マスターソンとバッファローの狩人の小さな集団は、はるかに大きいインディアンの戦士団と第二次アドビ・ウォールズの戦いで交戦した。
1862年、保留地で食糧補給を断たれ、飢餓状況となったダコタ・スー族がミネソタでダコタ戦争（ミネソタ大暴動とも）を起こし、白人開拓者を多数殺害したとして、裁判なしに死刑判決を下されたダコタ・スー族がクリスマスの翌日に死刑執行された。38人のインディアンが、この刑のために特別に誂えた絞首台で一斉に絞首刑にされ、死刑の同時執行ではアメリカでも最大数の絞首記録となった。
1866年、ダコタとラコタのスー族とシャイアン族は、パウダー川と「ボズマン街道」の領有権を巡ってアメリカ陸軍と戦い、インディアン戦争の間で合衆国に対して最も成功した戦いとなった（レッド・クラウド戦争）。1868年の第二次ララミー砦条約によって、合衆国はダコタとラコタに、軍の駐留や監視、白人の立ち入り、道路建設がまったく許されないという、「偉大なるスーの国」 (Great Sioux Nation) を条約で確約した。この保留地は「ブラックヒルズ」全体を含んでいた。

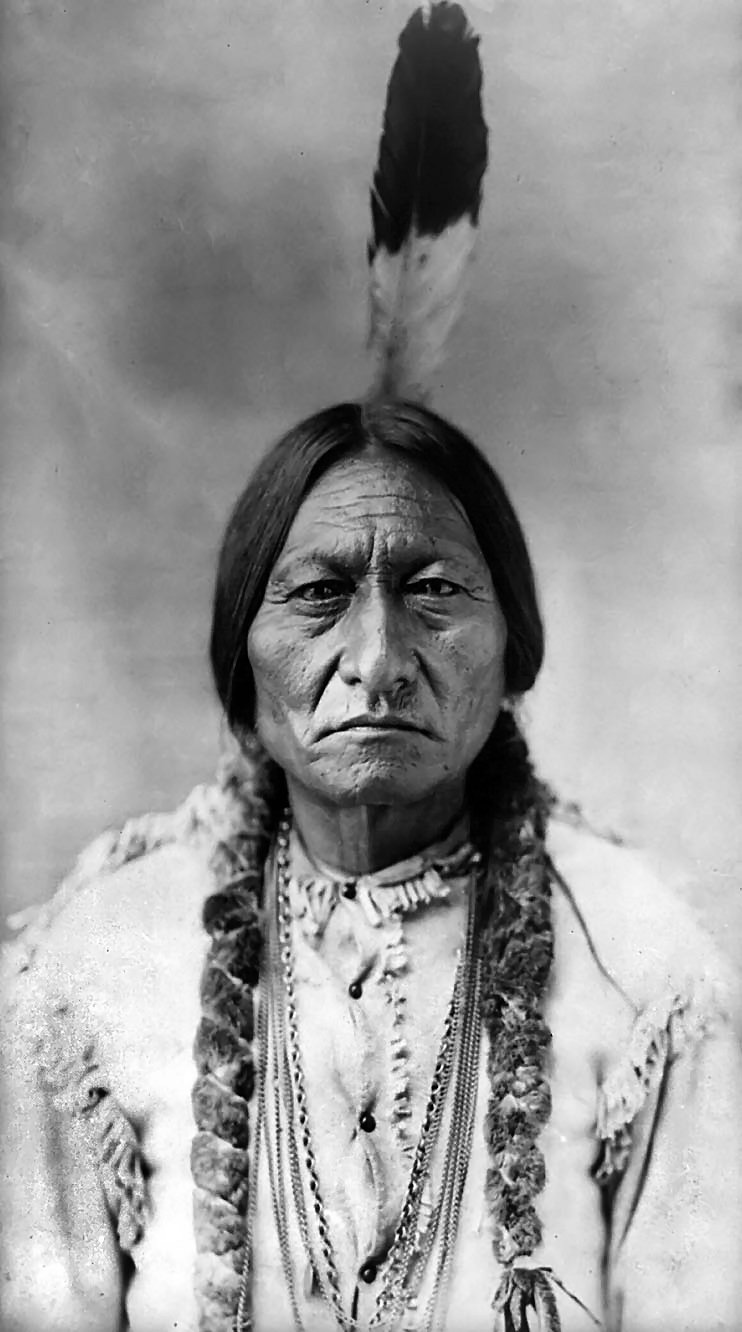
シッティング・ブル

1872年、カリフォルニアとオレゴンのインディアン部族モードック族の酋長、キャプテン・ジャック (Kintpuash, Captain Jack) は、アメリカ政府の部族の保留地への強制移住命令を拒否し、モードック戦争を引き起こした。53名のモードックの戦士と共に、キャプテン・ジャックは1000人の合衆国陸軍を七ヶ月間食い止め、さらにエドワード・キャンビー准将を殺害した。
第二次ララミー砦条約の締結後に「偉大なるスーの国」で金鉱が発見され、なし崩しに侵略されていく状況に抵抗し、1876年にシッティング・ブルやクレイジー・ホースが属するラコタ・スー族がブラックヒルズ戦争を起こした。一連の有名な戦闘のひとつ、リトルビッグホーンの戦いでは、スー族とシャイアン族、アラパホー族の連合軍が、ジョージ・アームストロング・カスター率いる合衆国第7騎兵隊を破った。

### OK牧場の決闘
西部劇の定番として繰り返し映画や書籍で作品化されてきたOK牧場の決闘は、1881年10月26日の水曜日の午後、アリゾナ州トゥームストンで起こった。30秒間に30発の銃撃があったことで知られるこの市街戦は、誰が銃撃を始めたかについてはさまざまな証言があり、確言することができず謎のままで残っている。表面上は保安官のワイアット・アープがカウボーイズ派の銃所持を取り締まるためだったと見られるが、カウボーイズ派のクラントンやマクローリーの支持者は、アープの職権乱用に抵抗した戦いであったと主張している。

### フリスコ銃撃戦
ワイルド・ウェストの時代の終わり頃に、エルフェゴ・バカは伝説的な執行官になった。1883年12月1日、フリスコの町（現在のニューメキシコ州リザーブ）で、バカはカウボーイの集団の一人を逮捕した。捕らえられた者の友人からの脅迫を受けて、バカはジェロニモ・アルミホの家で難を避けた。カウボーイとのにらみ合いがしばらく続き、そして80名のカウボーイのギャングたちは家を攻撃した。
カウボーイが発射した弾丸は4000発と言われている。しかしそのただ一発もバカは受けなかった。攻防中にバカは4人を殺し、8人を負傷させた。36時間後、カウボーイたちが弾丸を使い切った後、バカはこのフリスコ銃撃戦から生還して家を出た。1885年5月に、家を攻撃したカウボーイの一人が殺人でバカを告発したが、1885年8月、立てこもったアルミーホの家のドアが証拠として出されて、バカは免罪された。そのドアには400以上の弾痕が残っていた。

### ワイルド・ウェスト・ショー

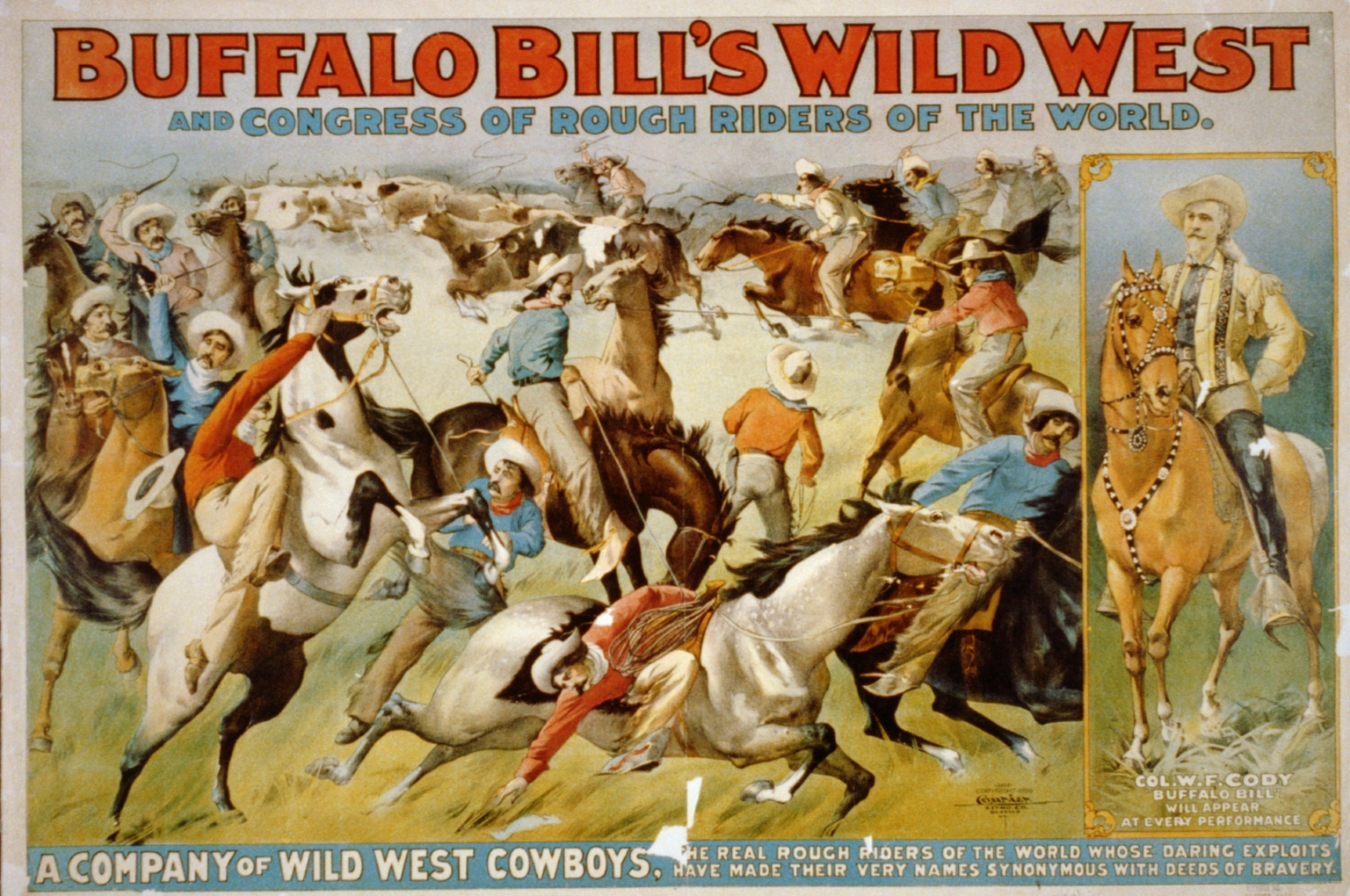
1899年頃のワイルド・ウェスト・ショーのポスター

フロンティア出身で興行師のバッファロー・ビル（本名ウィリアム・コディ）は、1883年、ネブラスカ州オマハで彼の西部の冒険にゆるやかに基づいた、サーカスのような見世物の「ワイルド・ウェスト・ショー」を旗揚げし、その後合衆国中を巡業した。彼のパートは、カスター将軍の報復でシャイアン戦士の頭皮を剥いだ、1876年のワーボネット・クリークの戦いを含んでいた。女性の射撃名手、アニー・オークレイや、シッティング・ブルも退屈しのぎにショーに登場した。1887年にはロンドンで公演し、1889年にはヨーロッパを巡業した。

### ウンデット・ニーの虐殺とインディアン戦争の終結
1890年12月29日、シッティング・ブルの腹違いの兄弟、ビッグ・フットと200名あまりのスー族が、合衆国第7騎兵隊に殺害された。そのわずか13日前、シッティング・ブルと彼の息子クロウ・フットが、彼を逮捕するためにアメリカ政府が派遣したインディアン警察の集団との銃撃戦で殺されたばかりであった。このウンデット・ニーの虐殺で、インディアン戦争は終結した。
ワイルド・ウェスト・ショーは「ウンデッド・ニーの虐殺」で虐殺されたスー族の遺品である上着やモカシン靴を入手してショーに使用しており、1891年のイギリス公演の際にこれらの一部を当地に残してきた。1991年に偶然、グラスゴーの博物館に展示してあるのが見つかった。市議会は満場一致でこれの返還を決定、1998年11月に訪英したスー族代表団に対して100余年ぶりに返還された。

### フロンティアの消滅
合衆国西部へのヨーロッパからの移民は増え続けた。1890年の国勢調査では、人口密度による明確な入植地の境界がすでにないことが発表された。歴史家のフレデリック・ターナーは、フロンティアの時代は終わったと結論づけた。 1896年にカナダ北部のクロンダイクでクロンダイク・ゴールドラッシュ（ゴールドラッシュ）が始まると、新たな「フロンティア」は北の領地に向かった。アラスカは「最後のフロンティア」として知られるようになった。

### ジョンソン郡戦争
合衆国西部の歴史でも最大の悲劇のひとつに数えられるジョンソン郡戦争は、1892年4月にワイオミング州ジョンソン郡で起こった。ワイオミング州の大規模な牧場主たちは、畜産業の標準化を目的にしたワイオミング・ストック・グロウワーズ協会 (WSGA) を組織した。この組織はすぐに牛泥棒に対抗する自警団として成長し、殺し屋がテキサスから雇われた。50人の遠征隊が組まれ、ジョンソン郡の主に東欧からの新移民の小規模農場主らを殺害し、包囲した。その2日後、電報を受けたベンジャミン・ハリソン大統領は当地に第六騎兵隊を派遣して武力介入し、告発を不起訴とすることで事件は解決した。

### 米西戦争

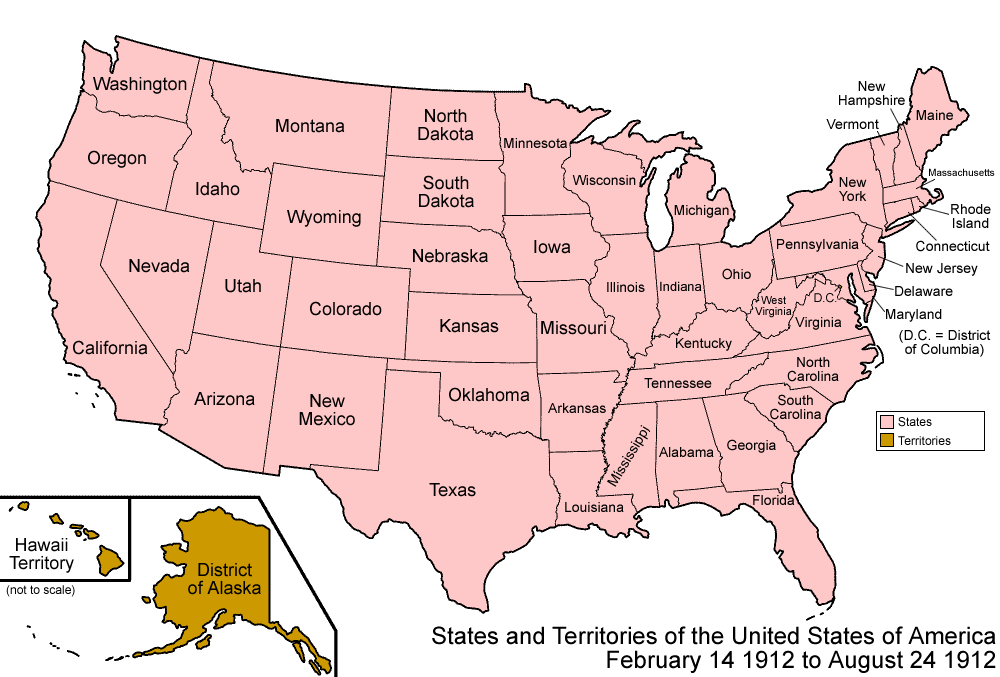

## 進歩主義時代（1893年以降）

### 1907年恐慌とメキシコ革命

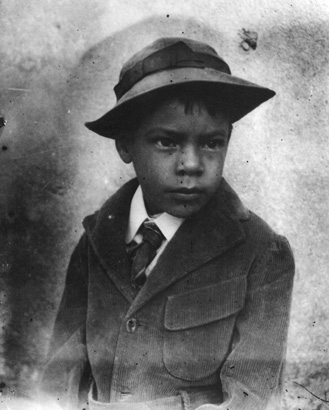
若い頃のビリャ

メキシコのデュランゴとチワワで16歳で山賊になったパンチョ・ビリャは、国境を越えて、合衆国西部で家畜泥棒などの犯罪を繰り返した。彼は数回逮捕されたが、その度にコネを用いて釈放された。後にビリャはメキシコの庶民の英雄となる。

## 関連する作品

### 映画・歌
- 1830年代・アラモの戦い
  - 『デイビー・クロケット - 鹿皮服の男（英語版）』（1955年）- ウォルト・ディズニー制作の冒険活劇。映画としてはあまりヒットしなかったが、主題歌である「デイビー・クロケットの歌（The Ballad of Davy Crockett）（英語版）」は大ヒットし、アメリカ国内のみならず日本においても数々のアーティストがカバーした。作曲はジョージ・ブランズ。
  - 『アラモ』（1960年）- アメリカの歴史的英雄デイヴィー・クロケットが玉砕したことで知られる、アラモ砦を巡ったテキサス軍とメキシコ軍との戦いを映画化したもの。この映画で使用されたブラザース・フォーが歌う "The Green Leaves of Summer" （邦題：遥かなるアラモ）が世界的なヒットをした。なお、『アラモ』は現在までに3回映画化されている。
  - 『西部開拓史』（1962年）
- ダコタ戦争・南北戦争期
  - 『風と共に去りぬ』（1939年）
  - 『続・夕陽のガンマン』（1966年）
  - 『ウォーカー』（1987年）
  - 『グローリー』（1989年）
  - 『ギャング・オブ・ニューヨーク』（2002年）
  - 『ダンス・ウィズ・ウルブズ』（1990年）
  - 『リンカーン』（2012年）
- ロングドライブ
  - 『赤い河』（1948年）
- サンドクリークの虐殺
  - 『ソルジャー・ブルー』（1970年）- 西部開拓をインディアンの立場から描く
- リトルビッグホーンの戦い
  - 『アパッチ砦』（1948年）
  - 『小さな巨人』（1970年）
- リンカーン郡戦争
  - 『ならず者』（1943年）
  - 『ヤングガン』（1988年）
- OK牧場の決闘
  - 『荒野の決闘』（1946年）
  - 『OK牧場の決斗』（1957年）- 西部開拓時代の伝説的な保安官ワイアット・アープ達とカウボーイズ（英語版）との銃撃戦を描いた作品。また、フランキー・レインが歌った主題歌「Gunfight at the O.K. Corral」も大ヒットし、日本においてもいくつかのテレビCMのBGMにも使用されている。
  - 『トゥームストーン』（1993年）
  - 『ワイアット・アープ』（1994年）- OK牧場の決闘の中心人物であるワイアット・アープを主人公とした伝記
- ゴールドラッシュ
  - 『帰らざる河』（1954年）
  - 『バック・トゥ・ザ・フューチャー PART3』（1990年）
- ジョンソン郡戦争期
  - 『シェーン』（1953年）- 1954年度アカデミー撮影賞受賞作品
  - 『天国の門』（1981年）
  - 『明日に向って撃て!』（1969年）
- パナマ運河疑獄・ドレフュス事件・東テキサス油田ブーム期
  - 『ゾラの生涯』（1937年）
  - 『ジャイアンツ』（1956年）
- メキシコ革命・第一次世界大戦期
  - 『革命児サパタ』（1952年）
  - 『戦うパンチョビラ』（1968年）
  - 『武器よさらば』（1932年）
  - 『武器よさらば』（1957年）
- 狂騒の20年代（ジャズ・エイジ・禁酒法）
  - 『或る男の一生』（1926年）
  - 『華麗なるギャツビー』（1974年）
  - 『コットンクラブ』（1984年）
  - 『アンタッチャブル』（1987年）
- 世界恐慌・ダストボウル・スペイン内戦期
  - 『怒りの葡萄』（1940年）
  - 『ワンス・アポン・ア・タイム・イン・アメリカ』（1984年）
  - 『誰が為に鐘は鳴る』（1943年）
  - 『奇妙な果実』（1939年）

### ゲーム
- 『オレゴン・トレイル 』（1971年）
- 『バッドランズ』（1984年）
- 『ガンスモーク』（1985年）
- 『マッドドッグマックリー』（1990年）
- 『サンセットライダーズ』（1991年）
- 『レッド・デッド・リボルバー』（2004年)
- 『サムライウエスタン 活劇侍道』（2005年)
- 『レッド・デッド・リデンプション』（2010年）
- 『レッド・デッド・リデンプションⅡ』（2018年）

### TV
- 大草原の小さな家（大きな森の小さな家）
- 遥かなる西部

### 漫画
- 陸奥圓明流外伝 修羅の刻（アメリカ西部編）
- 荒野の少年イサム
- ガンフロンティア
- ドラえもん - 短編、映画の両方に西部劇が登場し、射撃が得意なのび太が活躍する。
- クレヨンしんちゃん 嵐を呼ぶ!夕陽のカスカベボーイズ